# Spionaaž
Spionaaž (em português: "Espionagem") é o primeiro álbum de estúdio da banda estoniana de rock alternativo, Agent M.

## Faixas
1. "On maksud maksmata" – 5:13
2. "Väike tüdruk" – 3:54
3. "Su ilus nina" – 3:36
4. "7 surmapattu" – 4:04
5. "Painaja" – 4:23
6. "Araablane New Yorgis" – 4:44
7. "Kaugel maal" – 3:15
8. "Kolm kuuli" – 3:28
9. "Olen hull" – 4:34
10. "Šokolaad" – 2:52
11. "Õnnetus loomaaias" – 3:54
12. "Väike tüdruk (Spionaatika remiks)" – 3:50